# Чернов Василь Єгорович
Васи́ль Єго́рович Черно́в (* 2 березня 1852, за іншими даними — 18 (6) вересня 1852  — † 9 вересня 1912), за іншими даними 16 (29) квітня, 1912) — педіатр. Один з засновників Клубу російських націоналістів.
Народився біля Тифлісу (в Грузії). Закінчив Імператорську медико-хірургічну академію. Учасник російсько-турецької війни 1877—1878 років.
1883 року — доктор медицини.
Від 1889 року — професор Київського університету, там організував першу клініку дитячих хвороб. Праці з питань всмоктування жирів, теорії й практики педіатрії.
З 1892 року — директор Київського Маріїнського дитячого притулку.
Другий директор Київського Бактеріологічного інституту — з 1896 року.
В побудованій на власні кошти будівлі (в Києві, на Звіринці) влаштував денний притулок для дітей місцевих бідних жителів. В своєму маєтку в Верхнячці Уманьского повіту відвів безкоштовно приміщення для двокласної школи.